# 烏什尼亞 (梅納區)
51°24′35″N 32°3′56″E / 51.40972°N 32.06556°E
烏什尼亞（烏克蘭語：Ушня），是烏克蘭北部的村莊，隸屬切爾尼希夫州的科留基夫卡區。該村始建於1498年，面積2.75平方公里，海拔高度114米，2001年人口794，人口密度每平方公里288.7人。